# إدسون (لاعب كرة قدم)
إدسون هو لاعب كرة قدم برازيلي، ولد في 15 مارس 1977 في ريسيفي في البرازيل. لعب مع أتلتيكو مينيرو وأولمبيك مارسيليا وأونياو ليريا وسبورتينغ لشبونة وكورونا كييلتسى وليغيا وارسو ونادي سبورت ريسيفه ونادي كورينثيانز.

## وصلات خارجية
- إدسون (لاعب كرة قدم) على موقع قاعدة بيانات كرة القدم.إي يو (الإنجليزية)